# Port Havannah
Port Havannah (en anglais: Havannah Harbour) est un village d'Éfaté au Vanuatu.

## Histoire

### Seconde Guerre mondiale
Les forces japonaises ayant établi des bases à Guadalcanal qui menaçaient la route maritime entre les États-Unis et l'Australie, l'amiral Ernest J. King a distribué le plan de base conjoint pour l'occupation et la défense d'Efate le 20 mars 1942. Selon ce plan, l'armée américaine doit défendre Efate et soutenir la défense des navires et des positions. La mission de l'US Navy était la suivante : 
- (1) construire, gérer et exploiter une base navale avancée, une base d'hydravions et des installations portuaires ;
- (2) soutenir les forces de l'armée dans la défense de l'île ;
- (3) construire un aérodrome et au moins deux champs de dispersion périphériques ;
- (4) fournir des installations pour l'exploitation d'hydravions-bombardiers[1].

Le 25 mars 1942, l'armée envoie environ 500 hommes de Nouméa à Efate, et le 4e bataillon de défense du 45e régiment de marines arrive le 8 avril. Des éléments du 1er Bataillon de construction navale (Seebees) arrivent à Efate le 4 mai 1942:204 

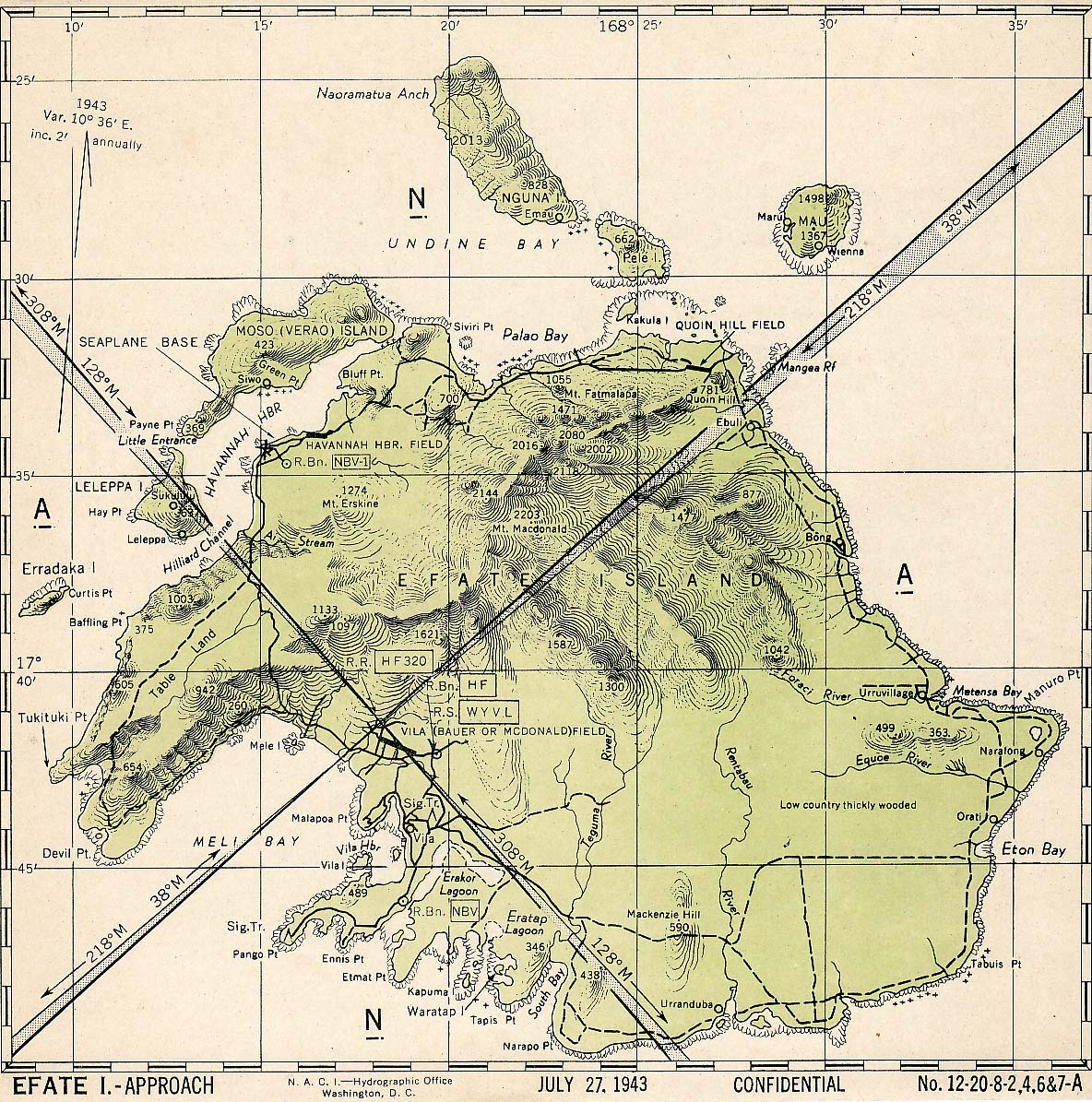
Carte de l'île d'Efate montrant les installations militaires 27 juillet 1943

#### Base d'hydravions
Un détachement de Seebees se rendit au nord de Havannah Harbour pour construire une base d'hydravions destinée à un escadron de Consolidated PBY Catalina (PBY). Les Seabees ont construit deux rampes d'hydravion en corail, recouvertes d'un treillis métallique, et ont fourni des bouées pour l'amarrage de 14 hydravions. Le 1er juin, les PBY commencèrent à opérer depuis la nouvelle base, bombardant les positions japonaises sur Guadalcanal. En plus des rampes et des amarrages, deux petites jetées, deux hangars avant, un atelier pour hydravions de 12 mètres sur 30 mètres, quatre réservoirs d'essence souterrains de 5 000 gallons et des logements pour 25 officiers et 210 hommes dans des huttes de fortune ont été construits:205 

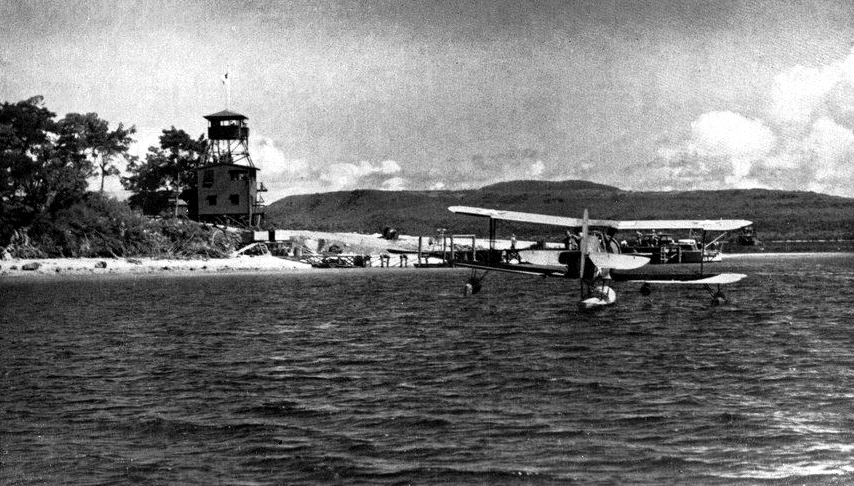
Un Curtiss SOC Seagull à Havannah Harbour Efate 1943

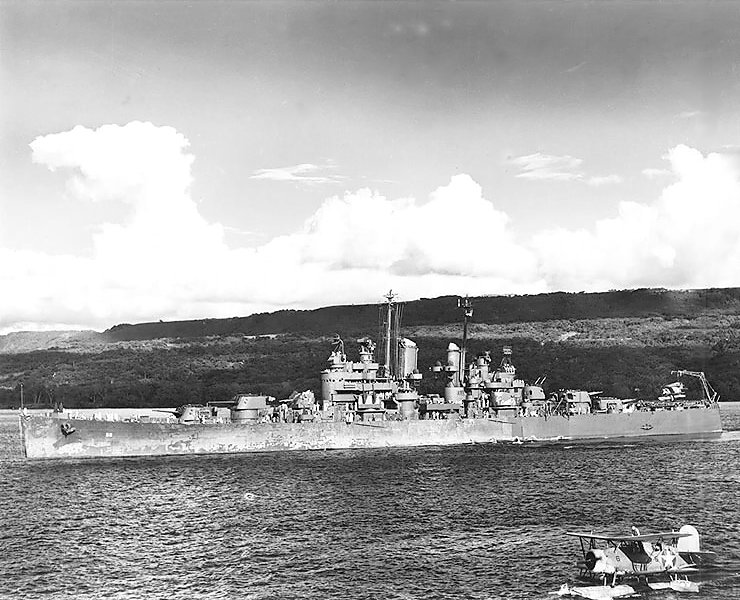
Le USS Denver (CL-58) entre dans le port de Havannah le 22 avril 1943.

Les unités de l'US Navy basées à la base comprenaient:
- VP-71 opérant des PBY du 29 juin au 20 juillet 1942[2]

#### Le terrain d'aviation de Havannah Harbour
À la fin de l'année 1942, les Seebees construisent une piste d'atterrissage de 910 m sur 55 m pour les chasseurs à Port Havannah:206

## Source
- (en) Cet article est partiellement ou en totalité issu de l’article de Wikipédia en anglais intitulé « Port Havannah » (voir la liste des auteurs).